# Castello di Děčín
Il castello di Děčín (in ceco zámek Děčín) si trova nella città omonima del Distretto di Děčín nella Regione di Ústí nad Labem della Repubblica Ceca. La sua storia inizia nel X secolo. Posto nel centro cittadino sopra la confluenza dei fiumi Elba e Ploučnice è uno degli edifici più grandi e storicamente più importanti del suo genere in Boemia. Dopo diverse ristrutturazioni ha assunto la forma di un castello barocco-classico.

## Storia

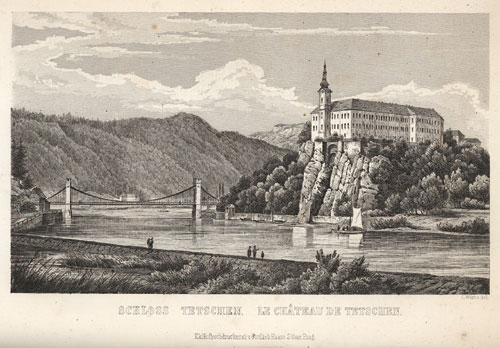
Stampa raffigurante il castello nel 1855

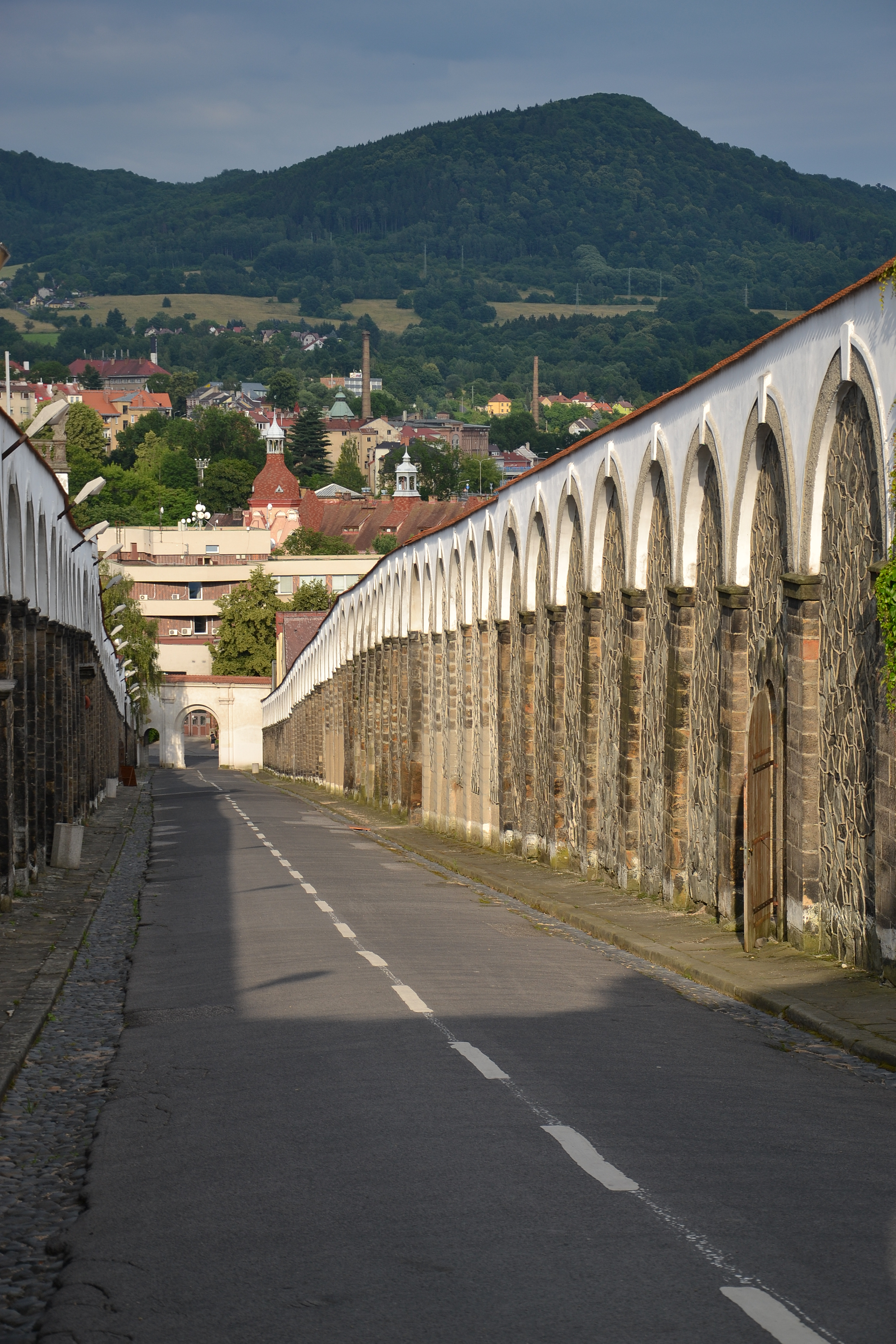
Il Lungo Viaggio, la strada con mura ai lati che porta al castello di Děčín

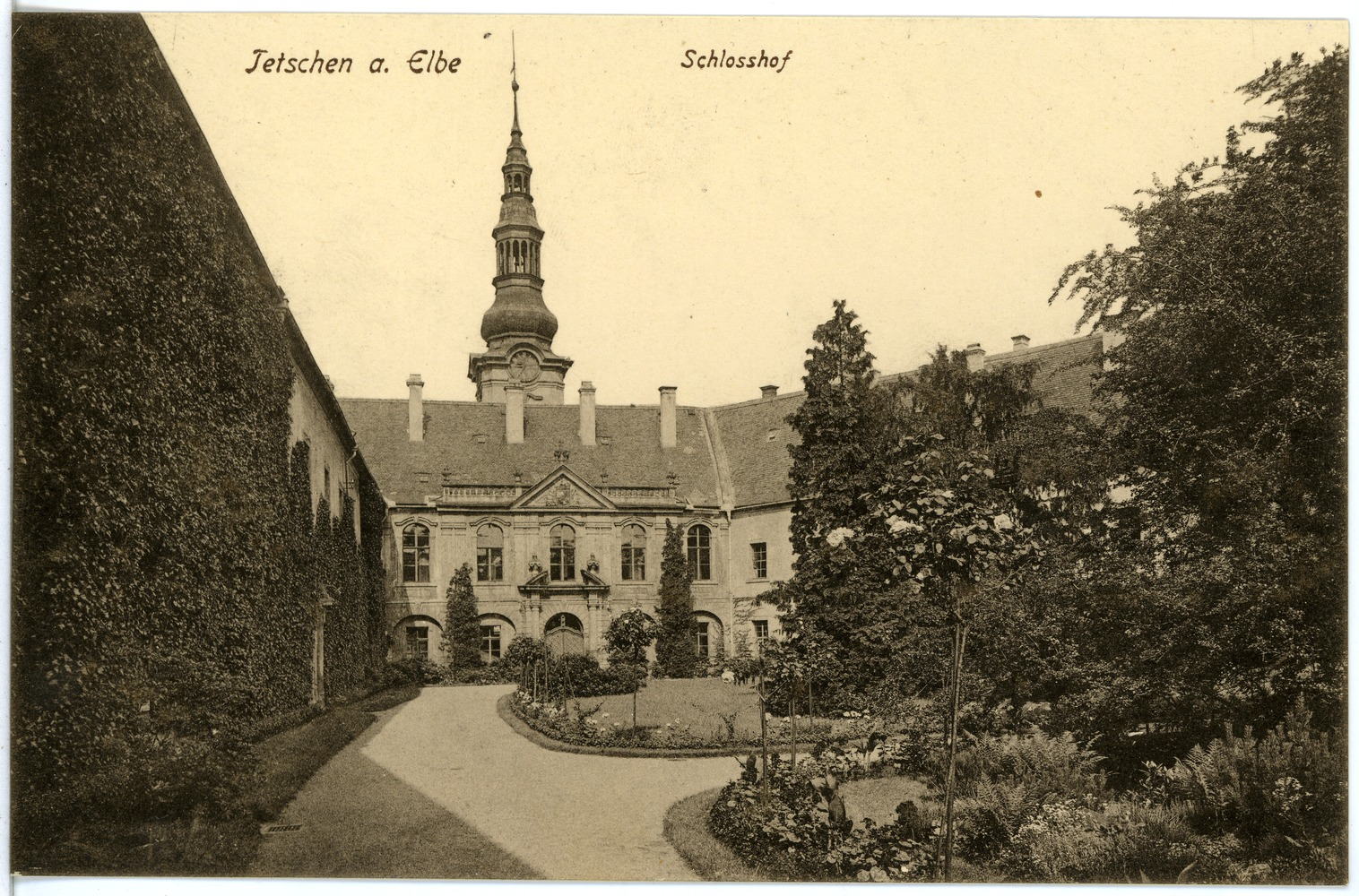
Foto del 1914 del cortile del castello

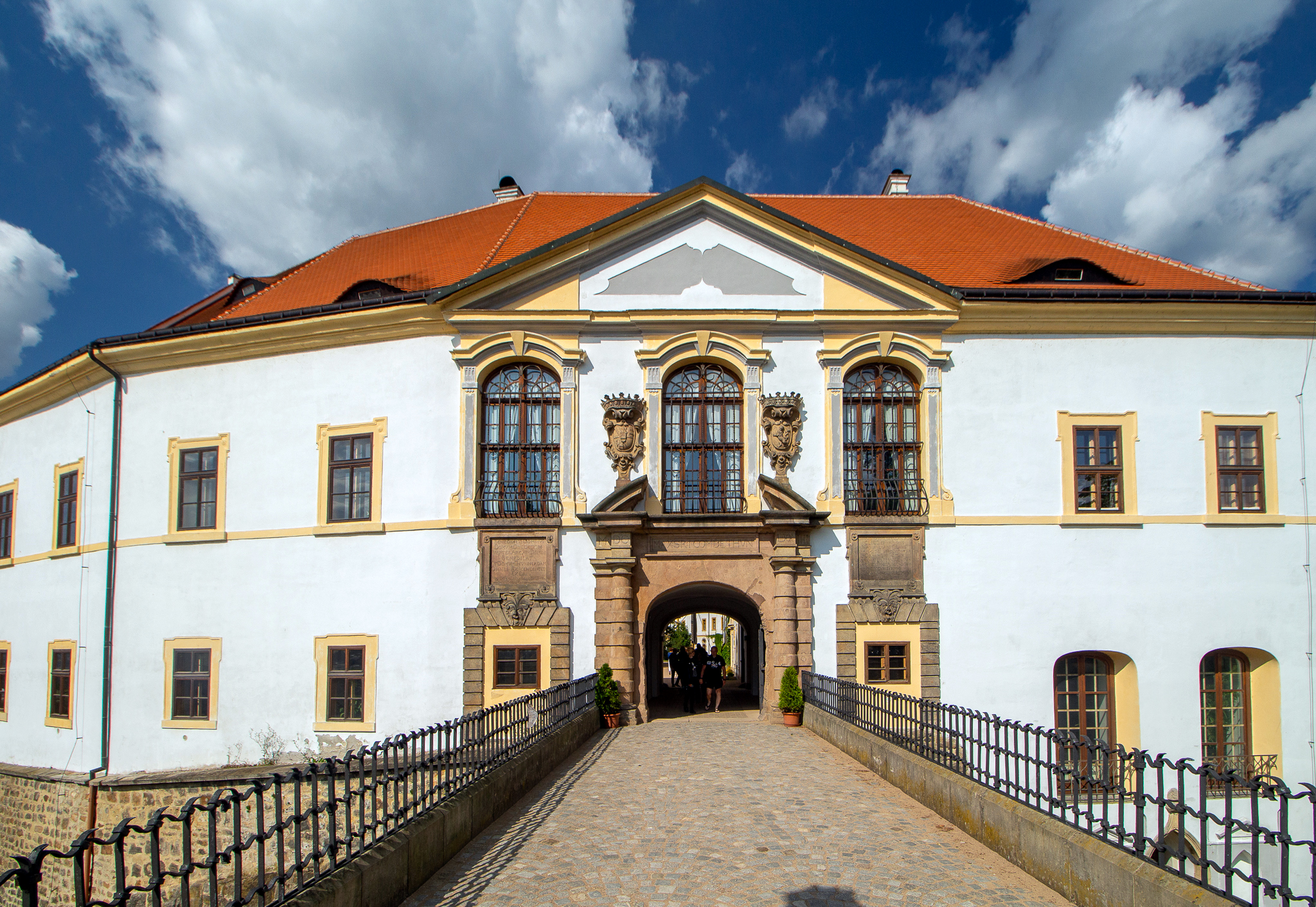
Accesso principale al castello

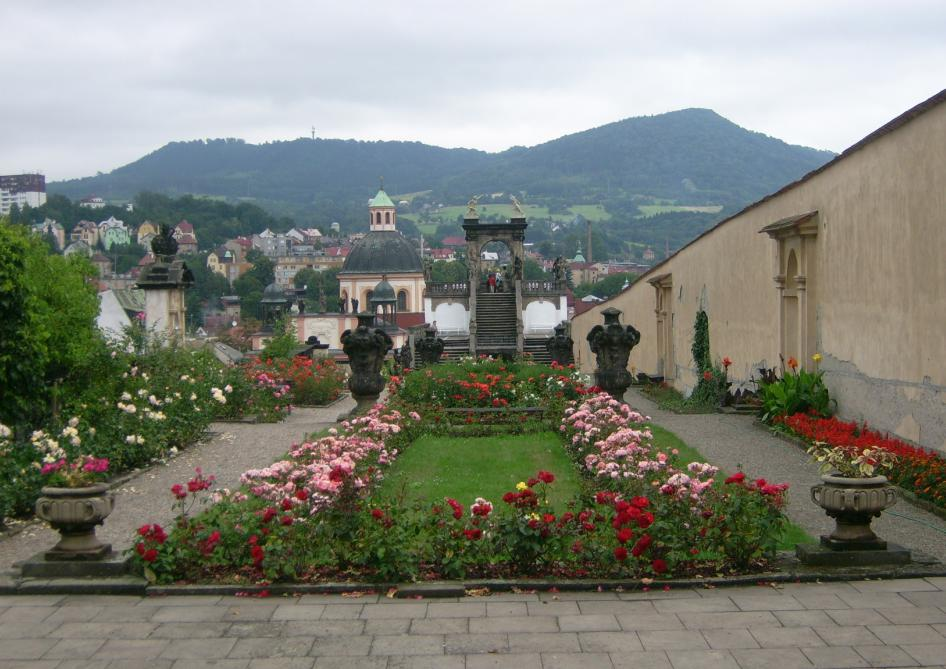
Rosarium e gloriette

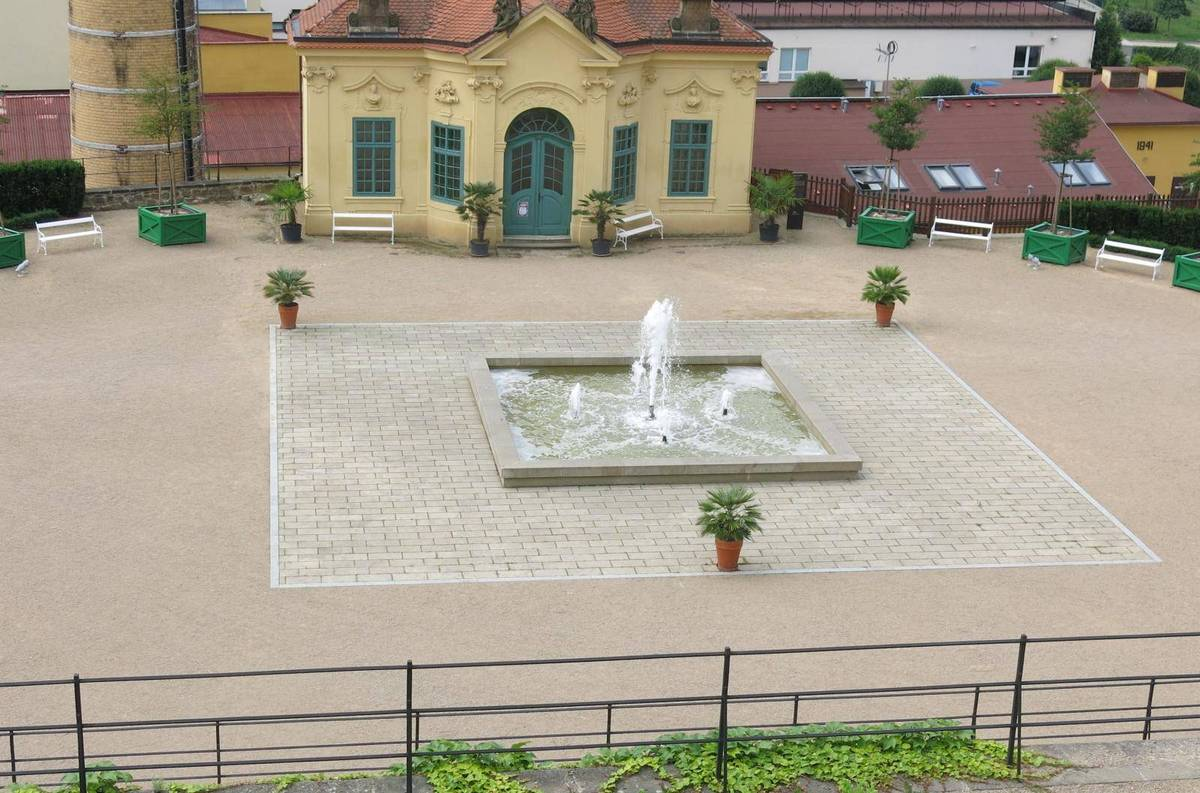
Particolare della grande terrazza

Il castello in legno sul sito della struttura recente esisteva già nel X secolo e la sua prima menzione su documenti risale al 1128. Nel XIII secolo venne realizzata la sua ricostruzione in muratura e pietra e all'inizio del secolo seguente la proprietà passa nelle mani della potente famiglia Vartenberk. Nella seconda metà del XVI secolo viene ricostruita la parte inferiore del castello che assume forme rinascimentali. Tra gli anni 1670 e 1700 si realizza una nuova ricostruzione in forme barocche e infine, tra il 1786 e il 1803 il castello assume un aspetto neoclassico.
Venne trasformato in castello con funzioni di controllo alla frontiera nel XIII secolo, dall'inizio del XIV secolo poi fu sede di rappresentanza di diverse famiglie nobili e nel 1932 la famiglia Thun, allora proprietaria del maniero, fu costretta per motivi economici a vendere il castello allo Stato cecoslovacco che utilizzò l'area del castello per la guarnigione cecoslovacca. In seguito, con le vicende storiche, fu occupato dalle truppe prima tedesche e poi sovietiche. La partenza dell'esercito sovietico nel 1991 ha reso possibile l'inizio dei lavori di ristrutturazione per rendere il castello accessibile al pubblico. Il visitatore più famoso del castello fu il compositore Fryderyk Chopin, che vi fu ospite per cinque giorni nel settembre 1835.

## Descrizione
Il castello si trova nel centro della città di Děčín, Repubblica Ceca, sopra la confluenza dei fiumi Elba e Ploučnice. Si tratta di un complesso di edifici con sei ali, parzialmente interrati e raggruppati attorno ad un cortile esagonale allungato e leggermente irregolare con accesso da est. Ad ovest si trova la caratteristica torre su base prismatica. A livello del primo e secondo seminterrato rispetto al cortile interno del castello gli edifici del castello sono solo parzialmente coperti a volta. Una parte consistente delle cantine penetra sotto lo spazio del cortile. Le facciate esterne del castello nella sua intera sagoma provengono dalla ricostruzione barocco-classica della fine del XVIII secolo. La facciata esterna est è la facciata d'ingresso, qui si trova l'unico accesso al cortile interno del castello attraverso un passaggio. La facciata orientale è dominata da un'edicola d'ingresso disposta assialmente con portale in pietra del primo barocco con arco d'ingresso arrotolato compresso con timpano. Il portale nell'architrave è datato 1674 con cartiglio rettangolare e iscrizione. Ai lati del portale d'ingresso si trovano due portali più piccoli, rettangolari, ciechi in pietra.

### Monumento culturale della Repubblica Ceca
La tutela dei monumenti della Repubblica Ceca considera il castello di Děčín un monumento culturale tutelato col numero di catalogo 1000136369.